# Jean Périssé
Pour les articles homonymes, voir Périssé.
Jean Périssé est un réalisateur français, né le 1er janvier 1946 au Mas-d'Azil en Ariège.

## Biographie
Jean Périssé naît au Mas-d'Azil en Ariège le 1er janvier 1946. Il découvre le cinéma dans sa petite enfance, qu'il passe à Tonneins, en Lot-et-Garonne : Bambi le bouleverse. Très vite passionné de dessin, il fabrique une lanterne magique avec une boîte à chaussure, une loupe et une lampe électrique. Il réalise ses premiers films à l'aide de bandelettes de papier-calque sur lesquelles il dessine et invente des histoires qu'il projette sur le mur de sa chambre. Adolescent à Agen, il rêve grâce au pont-canal où se croisent la Garonne et le canal (appelé à tort « Canal du Midi », ce dernier que l'on retrouvera plus tard dans sa filmographie). Il souhaite alors s'orienter vers le théâtre et le cinéma, mais à la suite du refus de ses parents, il passe à Toulouse une licence d'espagnol à l'université. Jeune adulte et professeur d'espagnol au lycée Victor-Hugo de Gaillac dans le Tarn, il y crée un atelier cinéma, tout comme à la MJC de la ville. Il apprend le cinéma et la mise en scène sur le tas. Il suit quelques stages cinématographiques à la FOL (Fédération des œuvres laïques) d'Albi ainsi qu'à la délégation départementale du Tarn « Jeunesse et sport ». 
Premier contact avec le cinéma en action : il devient assistant stagiaire sur un film de Serge Korber (Cherchez l'erreur, 1980). Puis il réalise ses premiers courts métrages. Lauréat d'un marathon national d'écriture de scénario de long métrage à Lussas (2e prix pour Quatre heures pour oublier), il crée une société de production, Griffoul Productions. Il réalise ensuite un téléfilm : Le journal de Jules Renard, avec le comédien Fernand Berset. Passionné de cyclisme, il aborde le long métrage avec le documentaire L'histoire du Tour dans les Pyrénées,, co-écrit avec Pierre Chany, journaliste à L'Équipe. Réalisateur de nombreux films documentaires pour la télévision, notamment sur les Pyrénées, il collabore à plusieurs émissions de France 3 en tant que coproducteur (Atout vélo) et réalisateur (J'ai pas sommeil, Ma vie est une aventure, Chroniques d'en-haut, Passages). Il est l'auteur de nombreux courts-métrages et scénarios fiction. Grâce au coup de cœur du comédien Bernard Le Coq, il arrive à monter son premier film de long métrage de fiction : L'Occitanienne, le Dernier Amour de Chateaubriand (Clairsud productions), tourné en 2005 et distribué en 2008. Après le film documentaire de cinéma La Fabuleuse histoire de Monsieur Riquet, il prépare un film de fiction sur un pan de vie de ce personnage romanesque et méconnu du XVIIe siècle, qui sera à nouveau interprété par l'ami complice Bernard Le Coq.
Également peintre, il a illustré le livre Les dessous de la table (Por debajo de la mesa) de l'auteur espagnol Dario Vidal (Clairsud, 2006) et dessiné le story-board du film L'Occitanienne dont il est le réalisateur. Il est, depuis 2015, membre coopté de l'ARP (Auteurs, Réalisateurs et Producteurs).

## Filmographie

### Cinéma

#### Longs métrages
- 2008 : L'Occitanienne, le Dernier Amour de Chateaubriand
- 2014 : La Fabuleuse Histoire de monsieur Riquet
- 2019 : Riquet, le songe de Naurouze[5]

#### Courts métrages
- 1979 : Ego
- 1985 : Zone interdite
- 1988 : Akhêron-Bay

### Télévision
- 1991 : Le journal de Jules Renard (France 3/La Sept)
- 1993 : L'histoire du Tour dans les Pyrénées, co-écrit avec Pierre Chany (France 2)
- 2006 : Si Radio Andorre m'était contée (France 3 Sud)[6]
- 2006 : Mon cinéma à moi (France 3)[7]